# Liste des députés de la 53e législature du Royaume-Uni
Pour un article plus général, voir Liste des députés du Royaume-Uni par législature.
Cet article est une liste des députés élus à la Chambre des communes pour la 53e législature du Royaume-Uni. Les élections législatives partielles sont notées en bas d'article. Le Parlement est dissous le 11 avril 2005.
Il comprend au total 659 députés à la Chambre des communes, soit un député pour environ 90 000 habitants.

## Composition
|       |                                    | Sièges | Sièges         | Sièges          | Sièges | Sièges |
| Total | Angleterre                         | Écosse | Pays de Galles | Irlande du Nord |        |        |
| ----- | ---------------------------------- | ------ | -------------- | --------------- | ------ | ------ |
|       | Parti travailliste                 | 408    | 320            | 54              | 34     |        |
|       | Parti conservateur                 | 161    | 160            | 1               |        |        |
|       | Libéraux-démocrates                | 55     | 43             | 10              | 2      |        |
|       | Parti unioniste démocrate          | 7      | 1              |                 |        | 6      |
|       | Parti national écossais            | 5      |                | 5               |        |        |
|       | Parti unioniste d'Ulster           | 5      |                |                 |        | 5      |
|       | Plaid Cymru                        | 4      |                |                 | 4      |        |
|       | Sinn Féin                          | 4      |                |                 |        | 4      |
|       | Social Democratic and Labour Party | 3      |                |                 |        | 3      |
|       | RESPECT The Unity Coalition        | 1      |                | 1               |        |        |
|       | Non inscrits                       | 2      | 2              |                 |        |        |
|       | Speaker et speaker-adjoints        | 4      | 3              | 1               |        |        |
| Total | Total                              | 659    | 529            | 72              | 40     | 18     |

- Haut – A
- B
- C
- D
- E
- F
- G
- H
- I
- J
- K
- L
- M
- N
- O
- P
- Q
- R
- S
- T
- U
- V
- W
- X
- Y
- Z

| Circonscription                            | Député                      | Parti                                    |
| ------------------------------------------ | --------------------------- | ---------------------------------------- |
| A                                          |                             |                                          |
| Aberavon                                   | Dr Hywel Francis            | Travailliste                             |
| Aberdeen Centre                            | Frank Doran                 | Travailliste                             |
| Aberdeen Nord                              | Malcolm Savidge             | Travailliste                             |
| Aberdeen Sud                               | Anne Begg                   | Travailliste                             |
| Airdrie et Shotts                          | Helen Liddell               | Travailliste                             |
| Aldershot                                  | Gerald Howarth              | Conservateur                             |
| Aldridge-Brownhills                        | Richard Shepherd            | Conservateur                             |
| Altrincham et Sale Ouest                   | Graham Brady                | Conservateur                             |
| Alyn et Deeside                            | Mark Tami                   | Travailliste                             |
| Amber Valley                               | Judy Mallaber               | Travailliste                             |
| Angus                                      | Michael Weir                | Parti national écossais                  |
| Argyll et Bute                             | Alan Reid                   | Libéral Démocrate                        |
| Arundel et Sud Downs                       | Howard Flight               | Conservateur                             |
| Ashfield                                   | Geoff Hoon                  | Travailliste                             |
| Ashford                                    | Damian Green                | Conservateur                             |
| Ashton-under-Lyne                          | David Heyes                 | Travailliste                             |
| Aylesbury                                  | David Lidington             | Conservateur                             |
| Ayr                                        | Sandra Osborne              | Travailliste                             |
| B                                          |                             |                                          |
| Banbury                                    | Tony Baldry                 | Conservateur                             |
| Banff et Buchan                            | Alex Salmond                | Parti national écossais                  |
| Barking                                    | Margaret Hodge              | Travailliste                             |
| Barnsley Centre                            | Eric Illsley                | Travailliste                             |
| Barnsley Est et Mexborough                 | Jeffrey Ennis               | Travailliste                             |
| Barnsley Ouest et Penistone                | Michael Clapham             | Travailliste                             |
| Barrow et Furness                          | John Hutton                 | Travailliste                             |
| Basildon                                   | Angela Smith                | Travailliste coopératif                  |
| Basingstoke                                | Andrew Hunter               | Democratic Unionist                      |
| Bassetlaw                                  | John Mann                   | Travailliste                             |
| Bath                                       | Don Foster                  | Libéral Démocrate                        |
| Batley et Spen                             | Mike Wood                   | Travailliste                             |
| Battersea                                  | Martin Linton               | Travailliste                             |
| Beaconsfield                               | Dominic Grieve              | Conservateur                             |
| Beckenham                                  | Jacqui Lait                 | Conservateur                             |
| Bedford                                    | Patrick Hall                | Travailliste                             |
| Belfast Est                                | Peter Robinson              | Democratic Unionist                      |
| Belfast Nord                               | Nigel Dodds                 | Democratic Unionist                      |
| Belfast Sud                                | The Rev. Martin Smyth       | Ulster Unionist                          |
| Belfast Ouest                              | Gerry Adams                 | Sinn Féin                                |
| Berwick-upon-Tweed                         | Alan James Beith            | Libéral Démocrate                        |
| Bethnal Green & Bow                        | Oona King                   | Travailliste                             |
| Beverley et Holderness                     | James Cran                  | Conservateur                             |
| Bexhill et Battle                          | Gregory Barker              | Conservateur                             |
| Bexleyheath et Crayford                    | Nigel Beard                 | Travailliste                             |
| Billericay                                 | John Baron                  | Conservateur                             |
| Birkenhead                                 | Frank Field                 | Travailliste                             |
| Birmingham Edgbaston (en)                  | Gisela Stuart               | Travailliste                             |
| Birmingham Erdington (en)                  | Siôn Simon                  | Travailliste                             |
| Birmingham Hall Green (en)                 | Stephen James McCabe        | Travailliste                             |
| Birmingham Hodge Hill (en)                 | Terry Davis (démission)     | Travailliste                             |
| Birmingham Ladywood (en)                   | Clare Short                 | Travailliste                             |
| Birmingham Northfield (en)                 | Richard Burden              | Travailliste                             |
| Birmingham Perry Barr (en)                 | Khalid Mahmood              | Travailliste                             |
| Birmingham Selly Oak (en)                  | Dr Lynne Jones              | Travailliste                             |
| Birmingham, Sparkbrook et Small Heath (en) | Roger Godsiff               | Travailliste                             |
| Birmingham, Yardley (en)                   | Estelle Morris              | Travailliste                             |
| Bishop Auckland                            | Derek Foster                | Travailliste                             |
| Blaby                                      | Andrew Robathan             | Conservateur                             |
| Blackburn                                  | Jack Straw                  | Travailliste                             |
| Blackpool Nord et Fleetwood                | Joan Humble                 | Travailliste                             |
| Blackpool Sud                              | Gordon Marsden              | Travailliste                             |
| Blaenau Gwent                              | Llew Smith                  | Travailliste                             |
| Blaydon                                    | John David McWilliam        | Travailliste                             |
| Blyth Valley                               | Ronnie Campbell             | Travailliste                             |
| Bognor Regis et Littlehampton              | Nick Gibb                   | Conservateur                             |
| Bolsover                                   | Dennis Skinner              | Travailliste                             |
| Bolton Nord Est                            | David Crausby               | Travailliste                             |
| Bolton Sud Est                             | Dr Brian Iddon              | Travailliste                             |
| Bolton Ouest                               | Ruth Kelly                  | Travailliste                             |
| Bootle                                     | Joe Benton                  | Travailliste                             |
| Boston et Skegness                         | Mark Simmonds               | Conservateur                             |
| Bosworth                                   | David Tredinnick            | Conservateur                             |
| Bournemouth Est                            | David Atkinson              | Conservateur                             |
| Bournemouth Ouest                          | Sir John Butterfill         | Conservateur                             |
| Bracknell                                  | Andrew MacKay               | Conservateur                             |
| Bradford Nord                              | Terry Rooney                | Travailliste                             |
| Bradford Sud                               | Gerry Sutcliffe             | Travailliste                             |
| Bradford Ouest                             | Marsha Singh                | Travailliste                             |
| Braintree                                  | Alan Hurst                  | Travailliste                             |
| Brecon et Radnorshire                      | Roger Williams              | Libéral Démocrate                        |
| Brent Est                                  | Paul Daisley (décédé)       | Travailliste                             |
| Brent Nord                                 | Barry Gardiner              | Travailliste                             |
| Brent Sud                                  | Paul Boateng                | Travailliste                             |
| Brentford et Isleworth                     | Ann Keen                    | Travailliste                             |
| Brentwood et Ongar                         | Eric Pickles                | Conservateur                             |
| Bridgend                                   | Win Griffiths               | Travailliste                             |
| Bridgwater                                 | Ian Liddell-Grainger        | Conservateur                             |
| Brigg et Goole                             | Ian Cawsey                  | Travailliste                             |
| Brighton, Kemptown                         | Dr Desmond Stanley Turner   | Travailliste                             |
| Brighton, Pavilion                         | David Lepper                | Travailliste coopératif                  |
| Bristol Est                                | Jean Corston                | Travailliste                             |
| Bristol Nord Ouest                         | Dr Doug Naysmith            | Travailliste coopératif                  |
| Bristol Sud                                | Dawn Primarolo              | Travailliste                             |
| Bristol Ouest                              | Valerie Davey               | Travailliste                             |
| Bromley & Chislehurst                      | Eric Forth                  | Conservateur                             |
| Bromsgrove                                 | Julie Kirkbride             | Conservateur                             |
| Broxbourne                                 | Marion Roe                  | Conservateur                             |
| Broxtowe                                   | Dr Nick Palmer              | Travailliste                             |
| Buckingham                                 | John Bercow                 | Conservateur                             |
| Burnley                                    | Peter Pike                  | Travailliste                             |
| Burton                                     | Janet Dean                  | Travailliste                             |
| Bury Nord                                  | David Chaytor               | Travailliste                             |
| Bury Sud                                   | Ivan Lewis                  | Travailliste                             |
| Bury St Edmunds                            | David Ruffley               | Conservateur                             |
| C                                          |                             |                                          |
| Caernarfon                                 | Hywel Williams              | Plaid Cymru                              |
| Caerphilly                                 | Wayne David                 | Travailliste                             |
| Caithness, Sutherland et Ester Ross        | John Thurso                 | Libéral Démocrate                        |
| Calder Valley                              | Christine McCafferty        | Travailliste                             |
| Camberwell et Peckham                      | Harriet Harman              | Travailliste                             |
| Cambridge                                  | Anne Campbell               | Travailliste                             |
| Cannock Chase                              | Dr Tony Wright              | Travailliste                             |
| Canterbury                                 | Julian Brazier              | Conservateur                             |
| Cardiff Centre                             | Jon Owen Jones              | Travailliste coopératif                  |
| Cardiff Nord                               | Julie Morgan                | Travailliste                             |
| Cardiff Sud et Penarth                     | Alun Michael                | Travailliste coopératif                  |
| Cardiff Ouest                              | Kevin Brennan               | Travailliste                             |
| Carlisle                                   | Eric Martlew                | Travailliste                             |
| Carmarthen Est et Dinefwr                  | Adam Price                  | Plaid Cymru                              |
| Carmarthen Ouest et Sud Pembrokeshire      | Nick Ainger                 | Travailliste                             |
| Carrick, Cumnock et Doon Valley            | George Foulkes              | Travailliste coopératif                  |
| Carshalton et Wallington                   | Tom Brake                   | Libéral Démocrate                        |
| Castle Point                               | Bob Spink                   | Conservateur                             |
| Centre de Fife                             | John MacDougall             | Travailliste                             |
| Centre du Suffolk et Nord Ipswich          | Sir Michael Lord            | Speaker adjoint (Élu comme Conservateur) |
| Ceredigion                                 | Simon Thomas                | Plaid Cymru                              |
| Charnwood                                  | Stephen Dorrell             | Conservateur                             |
| Chatham et Aylesford                       | Jonathan Rowland Shaw       | Travailliste                             |
| Cheadle                                    | Patsy Calton                | Libéral Démocrate                        |
| Cheltenham                                 | Nigel Jones                 | Libéral Démocrate                        |
| Chesham et Amersham                        | Cheryl Gillan               | Conservateur                             |
| Chesterfield                               | Paul Holmes                 | Libéral Démocrate                        |
| Chichester                                 | Andrew Tyrie                | Conservateur                             |
| Chingford et Woodford Green                | Iain Duncan Smith           | Conservateur                             |
| Chipping Barnet                            | Sir Sydney Chapman          | Conservateur                             |
| Chorley                                    | Lindsay Hoyle               | Travailliste                             |
| Christchurch                               | Christopher Chope           | Conservateur                             |
| City de Chester                            | Christine Russell           | Travailliste                             |
| City de Londres et Westminster             | Mark Field                  | Conservateur                             |
| Cleethorpes                                | Shona McIsaac               | Travailliste                             |
| Clwyd Sud                                  | Martyn Jones                | Travailliste                             |
| Clwyd Ouest                                | Gareth Thomas               | Travailliste                             |
| Clydebank et Milngavie                     | Tony Worthington            | Travailliste                             |
| Clydesdale                                 | Jimmy Hood                  | Travailliste                             |
| Coatbridge et Chryston                     | Tom Clarke                  | Travailliste                             |
| Colchester                                 | Bob Russell                 | Libéral Démocrate                        |
| Colne Valley                               | Kali Mountford              | Travailliste                             |
| Congleton                                  | Ann Winterton               | Conservateur                             |
| Conwy                                      | Betty Williams              | Travailliste                             |
| Copeland                                   | Jack Cunningham             | Travailliste                             |
| Corby                                      | Phil Hope                   | Travailliste coopératif                  |
| Cotswold                                   | Geoffrey Clifton-Brown      | Conservateur                             |
| Coventry Nord Est                          | Bob Ainsworth               | Travailliste                             |
| Coventry Nord Ouest                        | Geoffrey Robinson           | Travailliste                             |
| Coventry Sud                               | Jim Cunningham              | Travailliste                             |
| Crawley                                    | Laura Moffatt               | Travailliste                             |
| Crewe et Nantwich                          | Gwyneth Dunwoody            | Travailliste                             |
| Crosby                                     | Claire Curtis-Thomas        | Travailliste                             |
| Croydon Centre                             | Geraint Davies              | Travailliste                             |
| Croydon Nord                               | Malcolm Wicks               | Travailliste                             |
| Croydon Sud                                | Richard Ottaway             | Conservateur                             |
| Cumbernauld et Kilsyth                     | Rosemary McKenna            | Travailliste                             |
| Cunninghame Nord                           | Brian Wilson                | Travailliste                             |
| Cunninghame Sud                            | Brian Harold Donohoe        | Travailliste                             |
| Cynon Valley                               | Ann Clwyd                   | Travailliste                             |
| D                                          |                             |                                          |
| Dagenham                                   | Jon Cruddas                 | Travailliste                             |
| Darlington                                 | Alan Milburn                | Travailliste                             |
| Dartford                                   | Dr Howard Stoate            | Travailliste                             |
| Daventry                                   | Tim Boswell                 | Conservateur                             |
| Delyn                                      | David Hanson                | Travailliste                             |
| Denton et Reddish                          | Andrew Bennett (en)         | Travailliste                             |
| Derby Nord                                 | Bob Laxton                  | Travailliste                             |
| Derby Sud                                  | Margaret Beckett            | Travailliste                             |
| Devizes                                    | Michael Ancram              | Conservateur                             |
| Dewsbury                                   | Ann Taylor                  | Travailliste                             |
| Don Valley                                 | Caroline Flint              | Travailliste                             |
| Doncaster Centre                           | Rosie Winterton             | Travailliste                             |
| Doncaster Nord                             | Kevin Hughes                | Travailliste                             |
| Dover                                      | Gwyn Prosser                | Travailliste                             |
| Dudley Nord                                | Ross Cranston               | Travailliste                             |
| Dudley Sud                                 | Ian Pearson                 | Travailliste                             |
| Dulwich et Norwood Ouest                   | Tessa Jowell                | Travailliste                             |
| Dumbarton                                  | John McFall                 | Travailliste coopératif                  |
| Dumfries                                   | Russell Brown               | Travailliste                             |
| Dundee Est                                 | Iain Luke                   | Travailliste                             |
| Dundee Ouest                               | Ernie Ross                  | Travailliste                             |
| Dunfermline Est                            | Gordon Brown                | Travailliste                             |
| Dunfermline Ouest                          | Rachel Squire               | Travailliste                             |
| Durham (city)                              | Gerry Steinberg             | Travailliste                             |
| E                                          |                             |                                          |
| Ealing Nord                                | Stephen Pound               | Travailliste                             |
| Ealing, Acton et Shepherd's Bush           | Clive Soley                 | Travailliste                             |
| Ealing, Sudall                             | Piara Singh Khabra          | Travailliste                             |
| Easington                                  | John Cummings (en)          | Travailliste                             |
| East Antrim                                | Roy Beggs                   | Ulster Unionist                          |
| East Devon                                 | Hugo Swire                  | Conservateur                             |
| East Ham                                   | Stephen Creswell Timms      | Travailliste                             |
| East Hampshire                             | Michael Mates               | Conservateur                             |
| East Kilbride                              | Adam Ingram                 | Travailliste                             |
| East Londonderry                           | Gregory Campbell            | Democratic Unionist                      |
| East Lothian                               | Anne Picking                | Travailliste                             |
| East Surrey                                | Peter Ainsworth             | Conservateur                             |
| East Worthing et Shoreham                  | Tim Loughton                | Conservateur                             |
| East Yorkshire                             | Greg Knight                 | Conservateur                             |
| Eastbourne                                 | Nigel Waterson              | Conservateur                             |
| Eastleigh                                  | David Chidgey               | Libéral Démocrate                        |
| Eastwood                                   | Jim Murphy                  | Travailliste                             |
| Eccles                                     | Ian Stewart                 | Travailliste                             |
| Eddisbury                                  | Stephen O'Brien             | Conservateur                             |
| Édimbourg Centre                           | Alistair Darling            | Travailliste                             |
| Édimbourg Est et Musselburgh               | Gavin Strang                | Travailliste                             |
| Édimbourg Nord et Leith                    | Mark Lazarowicz             | Travailliste coopératif                  |
| Édimbourg Sud                              | Nigel Griffiths             | Travailliste                             |
| Édimbourg Ouest                            | John Barrett                | Libéral Démocrate                        |
| Édimbourg, Pentlands                       | Dr Lynda Clark              | Travailliste                             |
| Edmonton                                   | Andy Love                   | Travailliste coopératif                  |
| Ellesmere Port et Neston                   | Andrew Miller               | Travailliste                             |
| Elmet                                      | Colin Burgon                | Travailliste                             |
| Eltham                                     | Clive Efford                | Travailliste                             |
| Enfield Nord                               | Joan Ryan                   | Travailliste                             |
| Enfield, Sudgate                           | Stephen Twigg               | Travailliste                             |
| Epping Forest                              | Eleanor Laing               | Conservateur                             |
| Epsom & Ewell                              | Chris Grayling              | Conservateur                             |
| Erewash                                    | Liz Blackman                | Travailliste                             |
| Erith et Thamesmead                        | John Austin                 | Travailliste                             |
| Esher et Walton                            | Ian Taylor                  | Conservateur                             |
| Exeter                                     | Ben Bradshaw                | Travailliste                             |
| F                                          |                             |                                          |
| Falkirk Est                                | Michael Connarty            | Travailliste                             |
| Falkirk Ouest                              | Eric Joyce                  | Travailliste                             |
| Falmouth et Camborne                       | Candy Atherton              | Travailliste                             |
| Fareham                                    | Mark Hoban                  | Conservateur                             |
| Faversham et Mid Kent                      | Hugh Robertson              | Conservateur                             |
| Feltham et Heston                          | Alan Keen                   | Travailliste coopératif                  |
| Fermanagh & Sud Tyrone                     | Michelle Gildernew          | Sinn Féin                                |
| Finchley et Golders Green                  | Dr Rudi Vis                 | Travailliste                             |
| Folkestone et Hythe                        | Michael Howard              | Conservateur                             |
| Forest of Dean                             | Diana Mary Organ            | Travailliste                             |
| Foyle                                      | John Hume                   | Social Democratic and Labour Party       |
| Fylde                                      | Michael Jack                | Conservateur                             |
| G                                          |                             |                                          |
| Gainsborough                               | Edward Leigh                | Conservateur                             |
| Galloway et Upper Nithsdale                | Peter Duncan                | Conservateur                             |
| Gateshead Est et Washington Ouest          | Joyce Quin                  | Travailliste                             |
| Gedling                                    | Vernon Coaker               | Travailliste                             |
| Gillingham                                 | Paul Clark                  | Travailliste                             |
| Glasgow, Anniesland                        | John Robertson              | Travailliste                             |
| Glasgow, Baillieston                       | Jimmy Wray                  | Travailliste                             |
| Glasgow, Cathcart                          | Tom Harris                  | Travailliste                             |
| Glasgow, Govan                             | Mohammad Sarwar             | Travailliste                             |
| Glasgow, Kelvin                            | George Galloway             | RESPECT                                  |
| Glasgow, Maryhill                          | Ann McKechin                | Travailliste                             |
| Glasgow, Pollok                            | Ian Davidson                | Travailliste coopératif                  |
| Glasgow, Rutherglen                        | Thomas McAvoy               | Travailliste coopératif                  |
| Glasgow, Shettleston                       | David Marshall              | Travailliste                             |
| Glasgow, Springburn                        | Michael Martin              | None - Speaker                           |
| Gloucester                                 | Parmjit Dhanda              | Travailliste                             |
| Gordon                                     | Malcolm Bruce               | Libéral Démocrate                        |
| Gosport                                    | Peter Viggers               | Conservateur                             |
| Gower                                      | Martin Caton                | Travailliste                             |
| Grantham et Stamford                       | Quentin Davies              | Conservateur                             |
| Gravesham                                  | Chris Pond                  | Travailliste                             |
| Great Grimsby                              | Austin Mitchell             | Travailliste                             |
| Great Yarmouth                             | Anthony David Wright        | Travailliste                             |
| Greenock et Inverclyde                     | David Cairns                | Travailliste                             |
| Greenwich et Woolwich                      | Nick Raynsford              | Travailliste                             |
| Guildford                                  | Sue Doughty                 | Libéral Démocrate                        |
| H                                          |                             |                                          |
| Hackney Nord et Stoke Newington            | Diane Abbott                | Travailliste                             |
| Hackney South and Shoreditch               | Brian Sedgemore             | Travailliste                             |
| Halesowen et Rowley Regis                  | Sylvia Heal                 | Speaker adjoint (Élu comme Travailliste) |
| Halifax                                    | Alice Mahon                 | Travailliste                             |
| Haltemprice et Howden                      | David Davis                 | Conservateur                             |
| Halton                                     | Derek Twigg                 | Travailliste                             |
| Hamilton Nord et Bellshill                 | John Reid                   | Travailliste                             |
| Hamilton Sud                               | Bill Tynan                  | Travailliste                             |
| Hammersmith et Fulham                      | Iain Coleman                | Travailliste                             |
| Hampstead et Highgate                      | Glenda Jackson              | Travailliste                             |
| Harborough                                 | Edward Garnier              | Conservateur                             |
| Harlow                                     | Bill Rammell                | Travailliste                             |
| Harrogate and Knaresborough                | Phil Willis                 | Libéral Démocrate                        |
| Harrow Est                                 | Tony McNulty                | Travailliste                             |
| Harrow Ouest                               | Gareth Thomas               | Travailliste                             |
| Hartlepool                                 | Peter Mandelson (démission) | Travailliste                             |
| Harwich                                    | Ivan Henderson              | Travailliste                             |
| Hastings and Rye                           | Michael Jabez Foster        | Travailliste                             |
| Havant                                     | David Willetts              | Conservateur                             |
| Hayes et Harlington                        | John McDonnell              | Travailliste                             |
| Hazel Grove                                | Andrew Stunell              | Libéral Démocrate                        |
| Hemel Hempstead                            | Tony McWalter               | Travailliste coopératif                  |
| Hemsworth                                  | Jon Trickett                | Travailliste                             |
| Hendon                                     | Andrew Dismore              | Travailliste                             |
| Henley                                     | Boris Johnson               | Conservateur                             |
| Hereford                                   | Paul Keetch                 | Libéral Démocrate                        |
| Hertford and Stortford                     | Mark Prisk                  | Conservateur                             |
| Hertsmere                                  | James Clappison             | Conservateur                             |
| Hexham                                     | Peter Atkinson              | Conservateur                             |
| Heywood et Middleton                       | Jim Dobbin                  | Travailliste coopératif                  |
| High Peak                                  | Tom Levitt                  | Travailliste                             |
| Hitchin et Harpenden                       | Peter Lilley                | Conservateur                             |
| Holborn et St Pancras                      | Frank Dobson                | Travailliste                             |
| Hornchurch                                 | John Cryer                  | Travailliste                             |
| Hornsey et Wood Green                      | Barbara Roche               | Travailliste                             |
| Horsham                                    | Francis Maude               | Conservateur                             |
| Houghton et Washington Est                 | Fraser Kemp                 | Travailliste                             |
| Hove                                       | Ivor Caplin                 | Travailliste                             |
| Huddersfield                               | Barry Sheerman              | Travailliste coopératif                  |
| Huntingdon                                 | Jonathan Djanogly           | Conservateur                             |
| Hyndburn                                   | Greg Pope                   | Travailliste                             |
| I                                          |                             |                                          |
| Ilford Nord                                | Linda Perham                | Travailliste                             |
| Ilford Sud                                 | Mike Gapes                  | Travailliste coopératif                  |
| Inverness Est, Nairn et Lochaber           | David Stewart               | Travailliste                             |
| Ipswich                                    | Jamie Cann (décédé)         | Travailliste                             |
| Ile de Wight                               | Andrew Turner               | Conservateur                             |
| Islington Nord                             | Jeremy Corbyn               | Travailliste                             |
| Islington Sud et Finsbury                  | Chris Smith                 | Travailliste                             |
| Islwyn                                     | Don Touhig                  | Travailliste coopératif                  |
| J                                          |                             |                                          |
| Jarrow                                     | Stephen Hepburn             | Travailliste                             |
| K                                          |                             |                                          |
| Keighley                                   | Ann Cryer                   | Travailliste                             |
| Kensington et Chelsea                      | Michael Portillo            | Conservateur                             |
| Kettering                                  | Phil Sawford                | Travailliste                             |
| Kilmarnock et Loudoun                      | Des Browne                  | Travailliste                             |
| Kingston et Surbiton                       | Edward Davey                | Libéral Démocrate                        |
| Kingston upon Hull Est                     | John Prescott               | Travailliste                             |
| Kingston upon Hull Nord                    | Kevin McNamara              | Travailliste                             |
| Kingston upon Hull Ouest et Hessle         | Alan Johnson                | Travailliste                             |
| Kingswood                                  | Roger Berry                 | Travailliste                             |
| Kirkcaldy                                  | Dr Lewis Moonie             | Travailliste coopératif                  |
| Knowsley Nord et Sefton Est                | George Howarth              | Travailliste                             |
| Knowsley Sud                               | Edward O'Hara               | Travailliste                             |
| L                                          |                             |                                          |
| Lagan Valley                               | Jeffrey Donaldson           | Democratic Unionist                      |
| Lancaster et Wyre                          | Hilton Dawson               | Travailliste                             |
| Leeds Centre                               | Hilary Benn                 | Travailliste                             |
| Leeds Est                                  | George Mudie                | Travailliste                             |
| Leeds Nord Est                             | Fabian Hamilton             | Travailliste                             |
| Leeds Nord Ouest                           | Harold Best                 | Travailliste                             |
| Leeds Ouest                                | John Battle                 | Travailliste                             |
| Leicester Est                              | Keith Vaz                   | Travailliste                             |
| Leicester Sud                              | Jim Marshall (décédé)       | Travailliste                             |
| Leicester Ouest                            | Patricia Hewitt             | Travailliste                             |
| Leigh                                      | Andrew Burnham              | Travailliste                             |
| Leominster                                 | Bill Wiggin                 | Conservateur                             |
| Lewes                                      | Norman Baker                | Libéral Démocrate                        |
| Lewisham Est                               | Bridget Prentice            | Travailliste                             |
| Lewisham Ouest                             | Jim Dowd                    | Travailliste                             |
| Lewisham Deptford                          | Joan Ruddock                | Travailliste                             |
| Leyton et Wanstead                         | Harry Cohen                 | Travailliste                             |
| Lichfield                                  | Michael Fabricant           | Conservateur                             |
| Lincoln                                    | Gillian Merron              | Travailliste                             |
| Linlithgow                                 | Sir Tam Dalyell             | Travailliste                             |
| Liverpool, Garston                         | Maria Eagle                 | Travailliste                             |
| Liverpool, Riverside                       | Louise Ellman               | Travailliste coopératif                  |
| Liverpool, Walton                          | Peter Kilfoyle              | Travailliste                             |
| Liverpool, Wavertree                       | Jane Kennedy                | Travailliste                             |
| Liverpool, Ouest Derby                     | Robert Nelson Wareing       | Travailliste                             |
| Livingston                                 | Robin Cook                  | Travailliste                             |
| Llanelli                                   | Denzil Davies               | Travailliste                             |
| Loughborough                               | Andy Reed                   | Travailliste coopératif                  |
| Louth et Horncastle                        | Sir Peter Tapsell           | Conservateur                             |
| Ludlow                                     | Matthew Green               | Libéral Démocrate                        |
| Luton Nord                                 | Kelvin Hopkins              | Travailliste                             |
| Luton Sud                                  | Margaret Moran              | Travailliste                             |
| M                                          |                             |                                          |
| Macclesfield                               | Sir Nicholas Winterton      | Conservateur                             |
| Maidenhead                                 | Theresa May                 | Conservateur                             |
| Maidstone et The Weald                     | Ann Widdecombe              | Conservateur                             |
| Makerfield                                 | Ian McCartney               | Travailliste                             |
| Maldon et Est Chelmsford                   | John Whittingdale           | Conservateur                             |
| Manchester Centre                          | Tony Lloyd                  | Travailliste                             |
| Manchester, Blackley                       | Graham Stringer             | Travailliste                             |
| Manchester, Gorton                         | Gerald Kaufman              | Travailliste                             |
| Manchester, Withington                     | Keith Bradley               | Travailliste                             |
| Mansfield                                  | Alan Meale                  | Travailliste                             |
| Medway                                     | Robert Marshall-Andrews     | Travailliste                             |
| Meirionnydd Nant Conwy                     | Elfyn Llwyd                 | Plaid Cymru                              |
| Meriden                                    | Caroline Spelman            | Conservateur                             |
| Merthyr Tydfil et Rhymney                  | Dai Havard                  | Travailliste                             |
| Mid Bedfordshire                           | Jonathan Sayeed             | Conservateur                             |
| Mid Dorset et Nord Poole                   | Annette Brooke              | Libéral Démocrate                        |
| Mid Norfolk                                | Keith Simpson               | Conservateur                             |
| Mid Sussex                                 | Nicholas Soames             | Conservateur                             |
| Mid Ulster                                 | Martin McGuinness           | Sinn Féin                                |
| Mid Worcestershire                         | Peter Luff                  | Conservateur                             |
| Middlesbrough                              | Sir Stuart Bell             | Travailliste                             |
| Middlesbrough Sud et Est Cleveland         | Dr Ashok Kumar              | Travailliste                             |
| Midlothian                                 | David Hamilton              | Travailliste                             |
| Milton Keynes Sud Ouest                    | Dr Phyllis Starkey          | Travailliste                             |
| Mitcham et Morden                          | Siobhain McDonagh           | Travailliste                             |
| Mole Valley                                | Sir Paul Beresford          | Conservateur                             |
| Monmouth                                   | Huw Edwards                 | Travailliste                             |
| Montgomeryshire                            | Lembit Öpik                 | Libéral Démocrate                        |
| Moray                                      | Angus Robertson             | Parti national écossais                  |
| Morecambe et Lunesdale                     | Geraldine Smith             | Travailliste                             |
| Morley et Rothwell                         | Colin Challen               | Travailliste                             |
| Motherwell et Wishaw                       | Frank Roy                   | Travailliste                             |
| N                                          |                             |                                          |
| Neath                                      | Peter Hain                  | Travailliste                             |
| New Forest Est                             | Dr Julian Lewis             | Conservateur                             |
| New Forest Ouest                           | Desmond Swayne              | Conservateur                             |
| Newark                                     | Patrick Mercer              | Conservateur                             |
| Newbury                                    | David Rendel                | Libéral Démocrate                        |
| Newcastle upon Tyne Centre                 | Jim Cousins                 | Travailliste                             |
| Newcastle upon Tyne Est et Wallsend        | Nick Brown                  | Travailliste                             |
| Newcastle upon Tyne Nord                   | Doug Henderson              | Travailliste                             |
| Newcastle-under-Lyme                       | Paul Farrelly               | Travailliste                             |
| Newport Est                                | Alan Howarth                | Travailliste                             |
| Newport Ouest                              | Paul Flynn                  | Travailliste                             |
| Newry & Armagh                             | Seamus Mallon               | Social Democratic and Labour Party       |
| Normanton                                  | Bill O'Brien (en)           | Travailliste                             |
| Nord Antrim                                | The Rev. Ian Paisley        | Democratic Unionist                      |
| Nord de la Cornouailles                    | Paul Tyler                  | Libéral Démocrate                        |
| Nord du Devon                              | Nick Harvey                 | Libéral Démocrate                        |
| Nord du Dorset                             | Robert Walter               | Conservateur                             |
| Nord de Down                               | Sylvia Hermon               | Ulster Unionist                          |
| Nord de Durham                             | Kevan Jones                 | Travailliste                             |
| Nord Est du Bedfordshire                   | Alistair Burt               | Conservateur                             |
| Nord Est du Cambridgeshire                 | Malcolm Moss                | Conservateur                             |
| Nord Est du Derbyshire                     | Harry Barnes                | Travailliste                             |
| Nord Est de Fife                           | Sir Menzies Campbell        | Libéral Démocrate                        |
| Nord Est du Hampshire                      | James Arbuthnot             | Conservateur                             |
| Nord Est du Hertfordshire                  | Oliver Heald                | Conservateur                             |
| Nord Est de Milton Keynes                  | Brian White                 | Travailliste                             |
| Nord de l'Essex                            | Bernard Jenkin              | Conservateur                             |
| Nord du Norfolk                            | Norman Lamb                 | Libéral Démocrate                        |
| Nord du Shropshire                         | Owen Paterson               | Conservateur                             |
| Nord Sudwark et Bermondsey                 | Simon Hughes                | Libéral Démocrate                        |
| Nord Swindon                               | Michael Wills               | Travailliste                             |
| Nord Tayside                               | Pete Wishart                | Parti national écossais                  |
| Nord Thanet                                | Roger Gale                  | Conservateur                             |
| Nord Tyneside                              | Stephen Byers               | Travailliste                             |
| Nord du Warwickshire                       | Mike O'Brien                | Travailliste                             |
| Nord Ouest du Cambridgeshire               | Sir Brian Mawhinney         | Conservateur                             |
| Nord Ouest de Durham                       | Hilary Armstrong            | Travailliste                             |
| Nord Ouest du Hampshire                    | Sir George Young            | Conservateur                             |
| Nord Ouest du Leicestershire               | David Taylor                | Travailliste coopératif                  |
| Nord Ouest du Norfolk                      | Henry Bellingham            | Conservateur                             |
| Nord du Wiltshire                          | James Gray                  | Conservateur                             |
| Northampton Nord                           | Sally Keeble                | Travailliste                             |
| Northampton Sud                            | Tony Clarke                 | Travailliste                             |
| Northavon                                  | Steve Webb                  | Libéral Démocrate                        |
| Norwich Nord                               | Dr Ian Gibson               | Travailliste                             |
| Norwich Sud                                | Charles Clarke              | Travailliste                             |
| Nottingham Est                             | John Heppell                | Travailliste                             |
| Nottingham Nord                            | Graham Allen                | Travailliste                             |
| Nottingham Sud                             | Alan Simpson                | Travailliste                             |
| Nuneaton et Bedworth                       | Bill Olner                  | Travailliste                             |
| O                                          |                             |                                          |
| Ochil                                      | Martin O'Neill              | Travailliste                             |
| Ogmore                                     | Sir Ray Powell (décédé)     | Travailliste                             |
| Old Bexley et Sidcup                       | Derek Conway                | Conservateur                             |
| Oldham Est et Saddleworth                  | Phil Woolas                 | Travailliste                             |
| Oldham Ouest et Royton                     | Michael Meacher             | Travailliste                             |
| Orkney et Shetland                         | Alistair Carmichael         | Libéral Démocrate                        |
| Orpington                                  | John Horam                  | Conservateur                             |
| Oxford Est                                 | Andrew Smith                | Travailliste                             |
| Oxford Ouest et Abingdon                   | Dr Evan Harris              | Libéral Démocrate                        |
| P                                          |                             |                                          |
| Paisley Nord                               | Irene Adams                 | Travailliste                             |
| Paisley Sud                                | Douglas Alexander           | Travailliste                             |
| Pendle                                     | Gordon Prentice             | Travailliste                             |
| Penrith et The Border                      | David Maclean               | Conservateur                             |
| Perth                                      | Annabelle Ewing             | Parti national écossais                  |
| Peterborough                               | Helen Clark                 | Travailliste                             |
| Plymouth, Devonport                        | David Jamieson              | Travailliste                             |
| Plymouth, Sutton                           | Linda Gilroy                | Travailliste coopératif                  |
| Pontefract et Castleford                   | Yvette Cooper               | Travailliste                             |
| Pontypridd                                 | Dr Kim Howells              | Travailliste                             |
| Poole                                      | Robert Syms                 | Conservateur                             |
| Poplar et Canning Town                     | Jim Fitzpatrick             | Travailliste                             |
| Portsmouth Nord                            | Syd Rapson                  | Travailliste                             |
| Portsmouth Sud                             | Mike Hancock                | Libéral Démocrate                        |
| Preseli Pembrokeshire                      | Jackie Lawrence             | Travailliste                             |
| Preston                                    | Mark Hendrick               | Travailliste coopératif                  |
| Pudsey                                     | Paul Truswell               | Travailliste                             |
| Putney                                     | Tony Colman                 | Travailliste                             |
| R                                          |                             |                                          |
| Rayleigh                                   | Mark Francois               | Conservateur                             |
| Reading Est                                | Jane Griffiths              | Travailliste                             |
| Reading Ouest                              | Martin Salter               | Travailliste                             |
| Redcar                                     | Vera Baird                  | Travailliste                             |
| Redditch                                   | Jacqui Smith                | Travailliste                             |
| Regent's Park et Kensington Nord           | Karen Buck                  | Travailliste                             |
| Reigate                                    | Crispin Blunt               | Conservateur                             |
| Rhondda                                    | Chris Bryant                | Travailliste                             |
| Ribble Valley                              | Nigel Evans                 | Conservateur                             |
| Richmond (Yorkshire)                       | William Hague               | Conservateur                             |
| Richmond Park                              | Dr Jenny Tonge              | Libéral Démocrate                        |
| Rochdale                                   | Lorna Fitzsimons            | Travailliste                             |
| Rochford et Sudend Est                     | Sir Teddy Taylor            | Conservateur                             |
| Romford                                    | Andrew Rosindell            | Conservateur                             |
| Romsey                                     | Sandra Gidley               | Libéral Démocrate                        |
| Ross, Skye et Inverness Ouest              | Charles Kennedy             | Libéral Démocrate                        |
| Rossendale and Darwen                      | Janet Anderson              | Travailliste                             |
| Rother Valley                              | Kevin Barron                | Travailliste                             |
| Rotherham                                  | Dr Denis MacShane           | Travailliste                             |
| Roxburgh et Berwickshire                   | Sir Archy Kirkwood          | Libéral Démocrate                        |
| Rugby et Kenilworth                        | Andy King                   | Travailliste                             |
| Ruislip-Northwood                          | John Wilkinson              | Conservateur                             |
| Runnymede et Weybridge                     | Philip Hammond              | Conservateur                             |
| Rushcliffe                                 | Kenneth Clarke              | Conservateur                             |
| Rutland et Melton                          | Alan Duncan                 | Conservateur                             |
| Ryedale                                    | John Greenway               | Conservateur                             |
| S                                          |                             |                                          |
| Saffron Walden                             | Sir Alan Haselhurst         | Speaker adjoint (Élu comme Conservateur) |
| Salford                                    | Hazel Blears                | Travailliste                             |
| Salisbury                                  | Robert Key                  | Conservateur                             |
| Scarborough et Whitby                      | Lawrie Quinn                | Travailliste                             |
| Scunthorpe                                 | Elliot Morley               | Travailliste                             |
| Sedgefield                                 | Tony Blair                  | Travailliste                             |
| Selby                                      | John Grogan                 | Travailliste                             |
| Sevenoaks                                  | Michael Fallon              | Conservateur                             |
| Sheffield Centre                           | Richard Caborn              | Travailliste                             |
| Sheffield, Attercliffe                     | Clive Betts                 | Travailliste                             |
| Sheffield, Brightside                      | David Blunkett              | Travailliste                             |
| Sheffield, Hallam                          | Richard Allan               | Libéral Démocrate                        |
| Sheffield, Heeley                          | Meg Munn                    | Travailliste coopératif                  |
| Sheffield, Hillsborough                    | Helen Jackson               | Travailliste                             |
| Sherwood                                   | Paddy Tipping               | Travailliste                             |
| Shipley                                    | Christopher Leslie          | Travailliste                             |
| Shrewsbury et Atcham                       | Paul Marsden                | Libéral Démocrate                        |
| Sittingbourne et Sheppey                   | Derek Wyatt                 | Travailliste                             |
| Skipton et Ripon                           | David Curry                 | Conservateur                             |
| Sleaford et Nord Hykeham                   | Douglas Hogg                | Conservateur                             |
| Slough                                     | Fiona Mactaggart            | Travailliste                             |
| Solihull                                   | John Taylor                 | Conservateur                             |
| Somerton et Frome                          | David Heath                 | Libéral Démocrate                        |
| South Antrim                               | David Burnside              | Ulster Unionist                          |
| Sud du Cambridgeshire                      | Andrew Lansley              | Conservateur                             |
| Sud du Derbyshire                          | Mark Todd                   | Travailliste                             |
| Sud du Dorset                              | Jim Knight                  | Travailliste                             |
| Sud du Down                                | Eddie McGrady               | Social Democratic and Labour Party       |
| Sud Est du Cambridgeshire                  | Jim Paice                   | Conservateur                             |
| Sud Est de la Cornouailles                 | Colin Breed                 | Libéral Démocrate                        |
| Sud Holland et The Deepings                | John Hayes                  | Conservateur                             |
| Sud du Norfolk                             | Richard Bacon               | Conservateur                             |
| Sud de Ribble                              | David Borrow                | Travailliste                             |
| Sud de Shields                             | David Miliband              | Travailliste                             |
| Sud du Staffordshire                       | Sir Patrick Cormack         | Conservateur                             |
| Sud du Suffolk                             | Tim Yeo                     | Conservateur                             |
| Sud de Swindon                             | Julia Drown                 | Travailliste                             |
| Sud de Thanet                              | Dr Stephen Ladyman          | Travailliste                             |
| Sud Ouest du Bedfordshire                  | Andrew Selous               | Conservateur                             |
| Sud Ouest du Devon                         | Gary Streeter               | Conservateur                             |
| Sud Ouest du Hertfordshire                 | Richard Page                | Conservateur                             |
| Sud Ouest du Norfolk                       | Gillian Shephard            | Conservateur                             |
| Sud Ouest du Surrey                        | Virginia Bottomley          | Conservateur                             |
| Southampton, Itchen                        | John Denham                 | Travailliste                             |
| Southampton, Test                          | Dr Alan Whitehead           | Travailliste                             |
| Southend Ouest                             | David Amess                 | Conservateur                             |
| Southport                                  | Dr John Pugh                | Libéral Démocrate                        |
| Spelthorne                                 | David Wilshire              | Conservateur                             |
| St Albans                                  | Kerry Pollard               | Travailliste                             |
| St Helens Nord                             | David Leonard Watts         | Travailliste                             |
| St Helens Sud                              | Shaun Woodward              | Travailliste                             |
| St Ives                                    | Andrew George               | Libéral Démocrate                        |
| Stafford                                   | David Kidney                | Travailliste                             |
| Staffordshire Moorlands                    | Charlotte Atkins            | Travailliste                             |
| Stalybridge et Hyde                        | James Purnell               | Travailliste                             |
| Stevenage                                  | Barbara Follett             | Travailliste                             |
| Stirling                                   | Anne McGuire                | Travailliste                             |
| Stockport                                  | Ann Coffey                  | Travailliste                             |
| Stockton Nord                              | Frank Cook                  | Travailliste                             |
| Stockton Sud                               | Dari Taylor                 | Travailliste                             |
| Stoke-on-Trent Centre                      | Mark Fisher                 | Travailliste                             |
| Stoke-on-Trent Nord                        | Joan Walley                 | Travailliste                             |
| Stoke-on-Trent Sud                         | George Stevenson            | Travailliste                             |
| Stone                                      | William Cash                | Conservateur                             |
| Stourbridge                                | Debra Shipley               | Travailliste                             |
| Strangford                                 | Iris Robinson               | Democratic Unionist                      |
| Stratford-on-Avon                          | John Maples                 | Conservateur                             |
| Strathkelvin et Bearsden                   | John Lyons                  | Travailliste                             |
| Streatham                                  | Keith Hill                  | Travailliste                             |
| Stretford et Urmston                       | Beverley Hughes             | Travailliste                             |
| Stroud                                     | David Drew                  | Travailliste coopératif                  |
| Suffolk Coastal                            | John Gummer                 | Conservateur                             |
| Sunderland Nord                            | Bill Etherington            | Travailliste                             |
| Sunderland Sud                             | Chris Mullin                | Travailliste                             |
| Surrey Heath                               | Nick Hawkins                | Conservateur                             |
| Sutton et Cheam                            | Paul Burstow                | Libéral Démocrate                        |
| Sutton Coldfield (en)                      | Andrew Mitchell             | Conservateur                             |
| Swansea Est                                | Donald Anderson             | Travailliste                             |
| Swansea Ouest                              | Alan John Williams          | Travailliste                             |
| T                                          |                             |                                          |
| Tamworth                                   | Brian Jenkins               | Travailliste                             |
| Tatton                                     | George Osborne              | Conservateur                             |
| Taunton                                    | Adrian John Flook           | Conservateur                             |
| Teignbridge                                | Richard Younger-Ross        | Libéral Démocrate                        |
| Telford                                    | David Wright                | Travailliste                             |
| Tewkesbury                                 | Laurence Robertson          | Conservateur                             |
| The Wrekin                                 | Peter Bradley               | Travailliste                             |
| Thurrock                                   | Andrew Mackinlay            | Travailliste                             |
| Tiverton et Honiton                        | Angela Browning             | Conservateur                             |
| Tonbridge et Malling                       | Sir John Stanley            | Conservateur                             |
| Tooting                                    | Tom Cox                     | Travailliste                             |
| Torbay                                     | Adrian Sanders              | Libéral Démocrate                        |
| Torfaen                                    | Paul Murphy                 | Travailliste                             |
| Torridge et Ouest Devon                    | John Burnett                | Libéral Démocrate                        |
| Totnes                                     | Anthony Steen               | Conservateur                             |
| Tottenham                                  | David Lammy                 | Travailliste                             |
| Truro et St Austell                        | Matthew Taylor              | Libéral Démocrate                        |
| Tunbridge Wells                            | Archie Norman               | Conservateur                             |
| Tweeddale, Ettrick et Lauderdale           | Michael Moore               | Libéral Démocrate                        |
| Twickenham                                 | Dr Vincent Cable            | Libéral Démocrate                        |
| Tyne Bridge                                | David Clelland              | Travailliste                             |
| Tynemouth                                  | Alan Campbell               | Travailliste                             |
| U                                          |                             |                                          |
| Upminster                                  | Angela Watkinson            | Conservateur                             |
| Upper Bann                                 | David Trimble               | Ulster Unionist                          |
| Uxbridge                                   | John Randall                | Conservateur                             |
| V                                          |                             |                                          |
| Vale of Clwyd                              | Chris Ruane                 | Travailliste                             |
| Vale of Glamorgan                          | John Smith                  | Travailliste                             |
| Vale of York                               | Anne McIntosh               | Conservateur                             |
| Vauxhall                                   | Kate Hoey                   | Travailliste                             |
| W                                          |                             |                                          |
| Wakefield                                  | David Hinchliffe            | Travailliste                             |
| Wallasey                                   | Angela Eagle                | Travailliste                             |
| Walsall Nord                               | David Winnick               | Travailliste                             |
| Walsall Sud                                | Bruce George                | Travailliste                             |
| Walthamstow                                | Neil Gerrard                | Travailliste                             |
| Wansbeck                                   | Denis Murphy                | Travailliste                             |
| Wansdyke                                   | Dan Norris                  | Travailliste                             |
| Wantage                                    | Robert V. Jackson           | Travailliste                             |
| Warley                                     | John Spellar                | Travailliste                             |
| Warrington Nord                            | Helen Jones                 | Travailliste                             |
| Warrington Sud                             | Helen Sudworth              | Travailliste                             |
| Warwick et Leamington                      | James Plaskitt              | Travailliste                             |
| Watford                                    | Claire Ward                 | Travailliste                             |
| Waveney                                    | Bob Blizzard                | Travailliste                             |
| Wealden                                    | Charles Hendry              | Conservateur                             |
| Weaver Vale                                | Mike Hall                   | Travailliste                             |
| Wellingborough                             | Paul David Stinchcombe      | Travailliste                             |
| Wells                                      | David Heathcoat-Amory       | Conservateur                             |
| Welwyn Hatfield                            | Melanie Johnson             | Travailliste                             |
| Wentworth                                  | John Healey                 | Travailliste                             |
| Ouest de l'Aberdeenshire et Kincardine     | Sir Robert Smith            | Libéral Démocrate                        |
| West Bromwich Est                          | Tom Watson                  | Travailliste                             |
| West Bromwich Ouest                        | Adrian Bailey               | Travailliste coopératif                  |
| West Chelmsford                            | Simon Burns                 | Conservateur                             |
| Ouest du Derbyshire                        | Patrick McLoughlin          | Conservateur                             |
| Ouest du Dorset                            | Oliver Letwin               | Conservateur                             |
| West Ham                                   | Tony Banks                  | Travailliste                             |
| Ouest du Lancashire                        | Colin Pickthall             | Travailliste                             |
| Ouest du Renfrewshire                      | James Sheridan              | Travailliste                             |
| Ouest du Suffolk                           | Richard Spring              | Conservateur                             |
| West Tyrone                                | Pat Doherty                 | Sinn Féin                                |
| Ouest du Worcestershire                    | Sir Michael Spicer          | Conservateur                             |
| Westbury                                   | Dr Andrew Murrison          | Conservateur                             |
| Western Isles                              | Calum Macdonald             | Travailliste                             |
| Westmorland et Lonsdale                    | Tim Collins                 | Conservateur                             |
| Weston-super-Mare                          | Brian Cotter                | Libéral Démocrate                        |
| Wigan                                      | Neil Turner                 | Travailliste                             |
| Wimbledon                                  | Roger Casale                | Travailliste                             |
| Winchester                                 | Mark Oaten                  | Libéral Démocrate                        |
| Windsor                                    | Michael Trend               | Conservateur                             |
| Wirral Sud                                 | Ben Chapman                 | Travailliste                             |
| Wirral Ouest                               | Stephen Hesford             | Travailliste                             |
| Witney                                     | David Cameron               | Conservateur                             |
| Woking                                     | Humfrey Malins              | Conservateur                             |
| Wokingham                                  | John Redwood                | Conservateur                             |
| Wolverhampton Nord Est                     | Ken Purchase                | Travailliste coopératif                  |
| Wolverhampton Sud Est                      | Dennis Turner               | Travailliste coopératif                  |
| Wolverhampton Sud Ouest                    | Rob Marris                  | Travailliste                             |
| Woodspring                                 | Dr Liam Fox                 | Conservateur                             |
| Worcester                                  | Michael Foster              | Travailliste                             |
| Workington                                 | Tony Cunningham             | Travailliste                             |
| Worsley                                    | Terry Lewis                 | Travailliste                             |
| Worthing Ouest                             | Peter Bottomley             | Conservateur                             |
| Wrexham                                    | Ian Lucas                   | Travailliste                             |
| Wycombe                                    | Paul Goodman                | Conservateur                             |
| Wyre Forest                                | Dr Richard Taylor           | Indépendant                              |
| Wythenshawe et Sale Est                    | Paul Goggins                | Travailliste                             |
| Y                                          |                             |                                          |
| Yeovil                                     | David Laws                  | Libéral Démocrate                        |
| Ynys Môn                                   | Albert Owen                 | Travailliste                             |
| York City                                  | Hugh Bayley                 | Travailliste                             |

## Élections législatives partielles

### 2001
- 22 novembre : Ipswich --Chris Mole (Labour), remplace Jamie Cann, qui est décédé le 15 octobre

### 2002
- 14 février : Ogmore --Huw Irranca-Davies (Labour), remplace Sir Raymond Powell qui est décédé le 7 décembre 2001

### 2003
- 13 septembre : Brent Est --Sarah Teather (Libéral Démocrate), remplace Paul Daisley qui est décédé le 18 juin

### 2004
- 15 juillet : Leicester Sud --Parmjit Singh Gill (Libéral Démocrate), remplace Jim Marshall, qui est décédé le 27 mai

- 15 juillet : Birmingham Hodge Hill --Liam Byrne (Labour), remplace Terry Davis, qui est élu secrétaire général du Conseil de l'Europe

- 30 septembre : Hartlepool --Iain Wright (Labour), remplace Peter Mandelson devenu le nouveau Commissaire Européen britannique (Commissaire au Commerce de la Commission Barroso I).

## Changements

### 2001
- Paul Marsden (Shrewsbury et Atcham) - Est passé du parti travailliste au parti Libéral Démocrate le 10 décembre

### 2003
- George Galloway (Glasgow Kelvin) - Expulsé du parti travailliste (23 octobre)

### 2004
- Andrew Hunter (Basingstoke) - Est passé du Conservateur indépendant au Democratic Unionist Party le 10 décembre

### 2005
- Robert Jackson (Wantage) - Est passé du parti conservateur au parti travailliste  le 15 janvier,
- Paul Marsden (Shrewsbury et Atcham) - Est passé du parti libéral démocrate au parti travailliste le 5 avril